# Ecozona antarctică

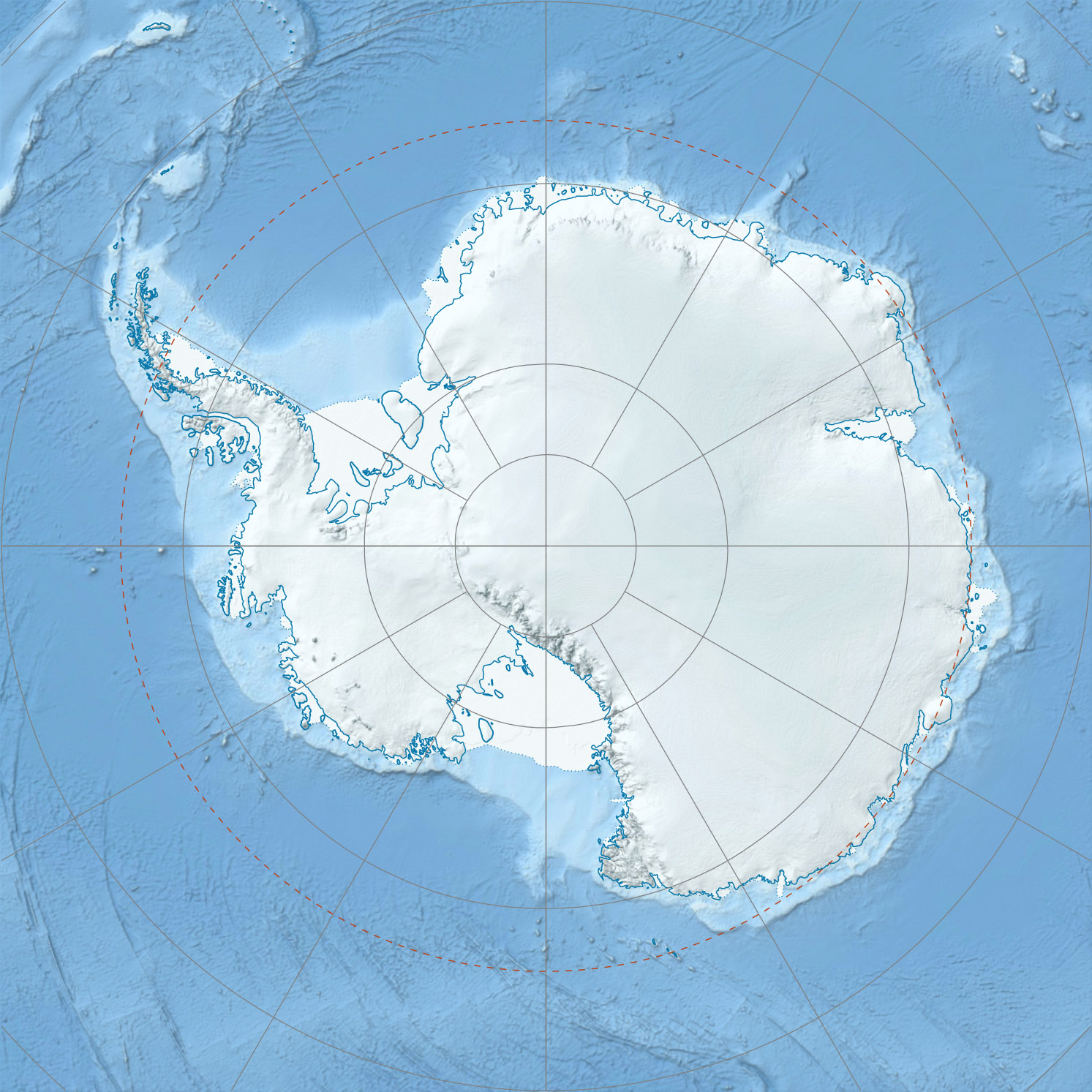
Antarctica

Zona ecologică a Antarcticii este una dintre cele opt ecozoane terestre recunoscute de WWF. Este un ecosistem care include continentul Antarcticii și unele insule din sudul Oceanului Atlantic și din Oceanul Indian.

## Caracteristici
Continentul Antarcticii este atât de frig incât practic nu a permis creșterea plantelor vasculare de milioane de ani, iar flora sa este in prezent formată din aproximativ 250 de specii de licheni, sute de mucegaiuri, 25-30 hepatice și 700 de specii de alge terestre și acvatice, care locuiesc în zonele expuse de roci și sol în jurul coastelor continentale. Singurele două specii de angiosperme antarctice, planta erbacee Deschampsia antarctica și Colobanthus quitensis se găsesc în partea de nord și vest a Peninsulei Antarctice. Fauna din Antarctica este mai dezvoltata și include o vasta diversitate de viata animala care include pinguini, pinipede și cetacee.
All'ecozona Antarctica, de asemenea, fac parte din mai multe grupuri de insule, inclusiv Georgia de Sud și Insulele Sandwich de Sud, Insulele Orkney de Sud, Insulele Shetland de Sud, Insula Bouvet, Insulele Crozet, Prince Edward Insulele, Insulele Heard și McDonald, Insulele Kerguelen. Aceste insule au o climă mai blândă decât cea reală a Antarcticii și permit creșterea vegetației tundrei, chiar dacă acestea sunt prea vântoase și reci pentru a permite creșterea copacilor.
Krill este una dintre speciile cheie ale acestor mări și este o sursă de componentă fundamentală a balenelor, sigilii, sigilii leopard, sigilii blană, sigilii Mangiagranchis, calmar, pinguini, albatrosi și multe alte păsări. Oceanul este foarte bogat în fitoplancton, deoarece apa se ridică din adâncurile mării spre suprafața iluminată, aducerea nutrienților oceanului înapoi în zona photic.

## Istoric
Cu milioane de ani în urmă, Antarctica a fost mai caldă și mai umedă decât în prezent și a permis creșterea unei flori antarctice care include păduri de pod de fag și de sud. Antarctica a fost apoi parte a supercontinentei Gondwana, care a început să se rupă în urmă cu aproximativ 110 milioane de ani. Separarea ulterioară a Americii de Sud de Antarctica, care a avut loc între 30 și 35 de milioane de ani în urmă, a dus la înființarea Curentului Circumpolar Antarctic , care a izolat climatul de pe continent și la determinat să devină mult mai rece. Prin urmare, flora antarctică a dispărut din aceste zone, în timp ce este încă prezentă în ecozona neotropică a Americii de Sud și în ecozona australiană, ale cărui teritorii erau, de asemenea, parte din Gondwana.